# Xiphoceriana atrox
Xiphoceriana atrox is een rechtvleugelig insect uit de familie Pamphagidae. De wetenschappelijke naam van deze soort is voor het eerst geldig gepubliceerd in 1869 door Gerstaecker.